# Schmerlecke
Schmerlecke ist ein Stadtteil von Erwitte im Kreis Soest, Nordrhein-Westfalen.

## Name und Ersterwähnung
Schmerlecke wurde im Jahr 833 erstmals erwähnt. Der Name bedeutet so viel wie Schmerbach bzw. Stelle, an der Dickflüssiges hervortritt, wobei unklar bleibt, ob Schmutz, Sole oder sonst eine schmierige Substanz gemeint ist.

## Geschichte
Die Existenz Schmerleckes ist bereits seit 833 nachgewiesen. In diesem Jahr schenkte Ludwig I. dem Grafen Ricdag mehrere Güter in Schmerlecke. Weitere Schmerlecker Güter wurde 1072 bei der Gründung des Klosters Grafschaft erwähnt.
Am 1. Januar 1975 wurden nach § 46 des Münster/Hamm-Gesetzes die bisherige Stadt Erwitte, die Gemeinde Schmerlecke und weitere Gemeinden zur neuen Gemeinde Erwitte zusammengeschlossen.

## Ortsvorsteher
Mario Bußmann (SPD)

## Sehenswürdigkeiten

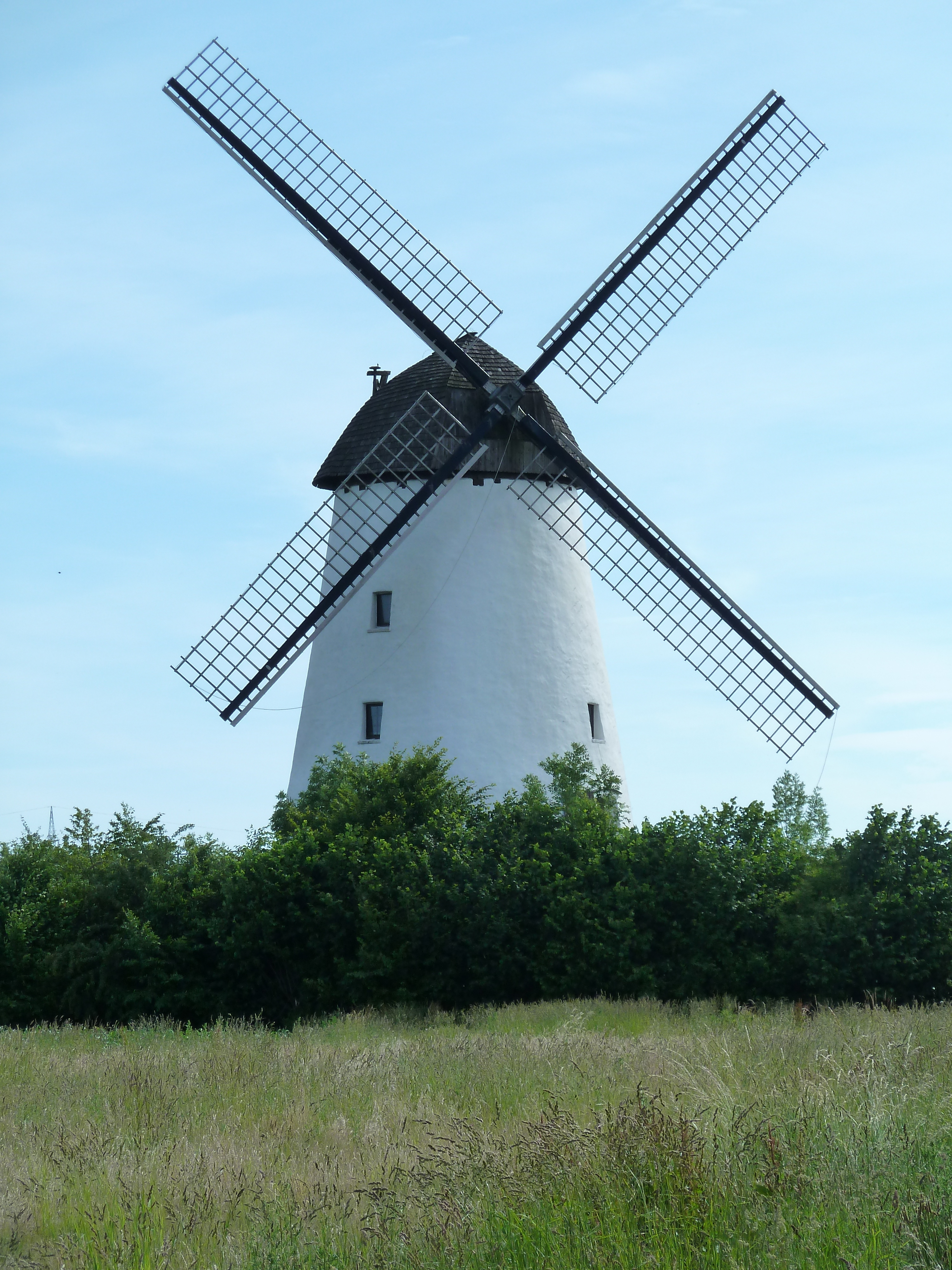
Windmühle in Schmerlecke

→ Siehe auch: Liste der Baudenkmäler in Erwitte
Zu den Sehenswürdigkeiten gehört unter anderem die Kapelle St. Antonius, die Windmühle, die Brennerei mit Fabrikantenvilla und die Kapelle auf dem Lusebrink.
An der ehemaligen Bundesstraße 1, die seit 2014 zur L 856 herabgestuft wurde, befinden sich die Galeriegräber von Schmerlecke. Sie wurden in der Jungsteinzeit aus großen ortsfremden Kalksteinplatten errichtet.